# Familjen Ståhl Invest i Ulricehamn
Familjen Ståhl Invest i Ulricehamn AB är ett bygg- och bostadsutvecklingsföretag i Ulricehamn. I koncernen ingår Hökerum Bygg och Villa Strömsfors. Familjen Ståhl Invest i Ulricehamn AB ägs av Fredrik Ståhl. 2019 styckades Hökerum Fastigheter av från koncernen.
Koncernen går tillbaka till Hökerum Bygg som grundades 1968. Bolaget togs senare över av Sigvard Ståhl. Familjen Ståhl Invest i Ulricehamn AB bildades 2010.